# Quart-monde
Le terme « quart-monde » a été inventé en 1969 par le père Joseph Wresinski pour donner un nom collectif positif et porteur d'espoir aux personnes en situation de grande pauvreté. C'est ainsi que le mouvement Aide à Toute Détresse qu'il avait créé en 1957 avec des familles du bidonville de Noisy-le-Grand et de quelques amis est devenu en 1969 le mouvement ATD Quart Monde.
Le quart monde est cette couche de population la plus défavorisée, ne disposant pas des mêmes droits que les autres, et qui existe dans tous les pays, qu'ils soient riches ou pauvres.
Ce terme « quart monde » (avec ou sans majuscules ou trait d'union) fait également écho aux cahiers du « quatrième ordre », celui des pauvres journaliers, des infirmes, des indigents, rédigé au moment des États généraux de la France de 1789 par Louis Pierre Dufourny de Villiers. En effet, contrairement à ce qui est communément admis, le tiers état ne regroupait qu'une partie de la population, puisqu'il fallait payer alors six livres d'impôts pour en faire partie. Le terme tiers monde créé par Alfred Sauvy en 1952 se référait, lui aussi, à la Révolution française et au Tiers État. On retrouve l'expression Vierde Stand dans des textes antérieurs, en langue néerlandaise, aux Pays-Bas. Un célèbre tableau de Giuseppe Pellizza ou Pellizza da Volpedo, terminé en 1901, a été titré Il Quarto Stato après que son auteur eut découvert le terme Quart État dans l'Histoire socialiste de la Révolution française de Jean Jaurès.

## Autres utilisations du terme quart monde
Le terme quart monde est très souvent utilisé dans un sens plus restreint, qui ne correspond pas à la volonté initiale du père Joseph Wresinski :
- le terme « quart monde » est ainsi souvent utilisé pour désigner la fraction de la population d'un pays riche vivant sous le seuil de pauvreté
- le terme « quart monde » est utilisé pour désigner une sous population (minorité), qui est exclue/non-représentée par le régime politique en place.
- le terme « quart monde » est plus rarement utilisé pour désigner les pays les plus pauvres du tiers monde, notamment ceux qui ne possèdent pas ou peu de matières premières exportables.

Enfin, l'expression « Quart monde » (avec la première capitale en majuscule ou tout en majuscules) est également utilisée par le mouvement ATD QUART MONDE.